# 丹波實
丹波 實（たんば みのる、1938年5月6日 - 2016年10月7日）は、日本の元外交官。

## 来歴・人物
旧樺太（南樺太）生まれ。8歳で家族と共に引き揚げ、札幌市へ移住する。その後、北海道札幌東高等学校を経て、東京大学法学部第3類（政治コース）卒業。
1962年外務省入省。ハーバード大学でロシア語研修を受けた後、1965年、在ロシア日本国大使館に着任。以降、ロシア課長、安保課長、条約局長、駐サウジアラビア大使、外務審議官（政務担当）、駐ロシア大使を歴任した。
アメリカ、ロシア、中国三国の大使館に勤務し、1972年、北京での日本国政府と中華人民共和国政府の共同声明調印式に佐藤正二駐中国大使（元外務事務次官）らと共に、田中角栄と周恩来との調印に同席した。1983年9月1日の大韓航空機撃墜事件発生時にソ連課長として対ソ制裁をとりまとめた。
1990年のクウェート侵攻及び湾岸戦争勃発時には、北米局審議官として渡米し「中東貢献策」のとりまとめに奔走した。この時、米側のリチャード・アーミテージから「ショー・ザ・フラッグ」と言われたという（「柳井俊二」、「日本の集団的自衛権」も参照）。1997年から外務審議官（政務担当）を、1999年から駐ロシア大使を務め、橋本龍太郎元首相とエリツィン元大統領との日ロ交渉に常に同席するなど、日米ロ関係に一貫して携わった。
外務省退職後は日本エネルギー経済研究所顧問などに就任。

### 年表
- 1962年 - 外務省入省
- 1965年 - 在ソ連日本大使館
- 1967年 - 欧亜局東欧課
- 1970年 - 条約局条約課
- 1973年 - 在中国日本大使館 一等書記官
- 1976年 - 在米日本大使館 一等書記官
- 1978年 - 北米局安全保障課長
- 1981年 - 欧州局ソ連課長
- 1984年 - 在ソ連日本大使館 公使
- 1986年 - ボストン総領事
- 1989年 - 条約局参事官
- 1989年 - 同 審議官
- 1990年 - 北米局審議官
- 1991年 - 国際連合局長
- 1993年 - 条約局長
- 1994年 - サウジアラビア大使
- 1997年 - 外務審議官
- 1999年 - ロシア大使
- 2002年 - 日本エネルギー経済研究所顧問（10年12月退任）
- 2013年 - 瑞宝大綬章受章[4]
- 2016年 - 肺炎のため死去[1]、従三位[5]

## 著書
- 『日米地位協定の考え方』（1973年） - 外務省の機密文書。琉球新報の取材で明らかにしたと、前泊博盛が著作で暴露した[6]。
- 『200%の安全保障を求める国 -ソ連戦略と日本の対応』（人間の科学社、1984年）
- 『日露外交秘話』（中央公論新社、2004年／中公文庫（増補版）、2012年）
- 『わが外交人生』（中央公論新社、2011年）

## 同期
外務省同期入省には、小倉和夫、西村元彦（駐葡大使）、池田維（アジア局長、駐蘭大使）、原島秀毅（駐マレー大使）、川島純（駐ニュージーランド大使）、中村武（駐ベトナム大使）、須藤隆也（駐エジプト大使、中近東アフリカ局長）など。